# Taylor Wilson
Taylor Ramon Wilson (nacido en 7 de mayo de 1994) es un físico nuclear estadounidense. En 2008, con la edad de 14 años, se convirtió en la persona más joven del mundo en fabricar un reactor de fusión nuclear.

## Proyectos

### Detector de radiación
En mayo de 2011, Wilson registró su detector de radiación en el Intel International Science and Engineering Fair (Feria Internacional de Ciencia e Ingeniería de Intel) compitiendo con otros 1.500 proyectos y ganó un premio de 50.000 dólares. El proyecto, llamado "Countering Nuclear Terrorism: Novel Active and Passive Techniques for Detecting Nuclear Threats" (Lucha contra el terrorismo: nuevas técnicas activas y pasivas para detectar amenazas nucleares), ganó el primer premio en las categorías de Física y Astronomía, así como el premio al joven científico de Intel. Wilson comunicó que espera probar y desplegar rápidamente el detector de radiación en los puertos estadounidenses para la Guerra contra el terrorismo.
El Departamento de Seguridad Nacional de los Estados Unidos y el Departamento de Energía de los Estados Unidos ofrecieron financiación estatal para la investigación que Wilson ha llevado a cabo para construir detectores Cherenkov de radiación a bajo coste. Wilson rechazó dicha oferta debido a asuntos pendientes relativos con la adjudicación de patentes. Los detectores Cherenkov tradicionales suelen costar alrededor de cientos de miles de dólares, mientras que los detectores inventados por Wilson tienen un coste de algunos cientos de dólares.

### Reactor de fusión nuclear
En 2008, Wilson logró fusión nuclear usando un dispositivo de confinamiento inercial electrostático (IEC, Inertial Electrostatic Confinement device) una variación del 'fusor' inventado por Philo Farnsworth in 1964. Utilizó el flujo de neutrones producido por la reacción de fusión deuterio-deuterio para llevar a cabo experimentos estudiando nuevos tipos de combustibles usando ese dispositivo.  En marzo de 2012, Wilson habló brevemente en una conferencia de TED de la construcción de su reactor de fusión.

### Reactor de fisión
El 27 de febrero de 2013, en TED 2013, Wilson presentó sus ideas sobre la construcción de pequeños reactores nucleares de fisión subterráneos autónomos y además planteó el uso de armas nucleares retiradas como combustible. Dejó temporalmente su investigación sobre los reactores de fusión y diseñó una variación de un reactor de sal fundida, que según él proporcionaría alrededor de 50 MW y sólo requeriría de un reabastecimiento cada 30 años.
Según Wilson, debido a que gran parte del reactor estaría enterrado, y su uranio no sería apto para la fabricación de armas, sería menos vulnerable a ataques terroristas o a un uso indebido del mismo. El desarrollo de reactores de sal fundida comenzó en los Estados Unidos en el Laboratorio Nacional Oak Ridge, donde el primer reactor fue construido en la década de los 60. La investigación de un nuevo tipo de reactor fue cancelado en 1976 debido a motivos políticos. Desde comienzos del siglo XXI, los reactores de sal fundida están siendo desarrollados de nuevo en algunos países, en empresas privadas así como también proyectos nacionales.

## Vida personal y formación
Wilson residía en Reno, Nevada, donde asistía tanto a la propia Universidad de Nevada, como a un instituto público para superdotados, la Davidson Academy of Nevada.
En junio de 2012 le fue otorgada la Thiel Fellowship, una beca científica de dos años con una retribución económica de 100.000 dólares y que le requería abandonar sus estudios universitarios a lo largo de la duración de esta.